# Daniel Maza
Daniel Omar Correa Suárez, apodado Daniel Maza en su juventud (Montevideo, 19 de octubre de 1959) es un reconocido bajista y cantante uruguayo. 

## Carrera
Desde muy joven ha trabajado con grandes músicos de ambos lados del Río de la Plata, como los hermanos Hugo y Osvaldo Fattoruso. Radicado desde los '80 en Argentina, se dedicó a varios estilos musicales.
Participó en sesiones de grabación y en presentaciones con Valeria Lynch, Sandra Mihanovich, entre otros artistas. Se incorporó al grupo de Horacio Fontova y compartió escenarios con Mono Fontana, Mono Izaurralde, Chango Spasiuk y varios músicos de la escena local. Compartió sesiones de grabación con Rubén Rada. Jam Sessions con Ray Barreto, Simon Phillips, Djavan, Ed Motta, Steve Lukather (Toto), Jeff Andrews y Richie Morales. Acompaña en giras a Willie Chirino, Hugo Fattoruso, y a los percusionistas cubanos Changuito y Tataguines. Fue convocado por Celia Cruz para presentaciones en Sudamérica, Europa, Estados Unidos y el interior del país. Los Auténticos Decadentes realizaron una importante gira en México, Centroamérica y en más de veinte lugares de Estados Unidos, contando con Daniel Maza en sus shows.
Fue bajista de Luis Salinas durante más de veinte años, y lo acompañó en giras por Brasil, Costa Rica, Panamá, España, Perú y Estados Unidos. Participó junto a él, en los más importantes festivales de jazz de Latinoamérica y Europa. Grabó en el disco de Salinas titulado Ahí va, ganador del Premio Carlos Gardel al mejor disco de jazz del año 2004. En 2003 editó Música Destilada, su primer disco solista, junto a Osvaldo Fattoruso en batería y Abel Rogantini en piano. El disco obtuvo excelentes críticas tanto de la prensa como de los músicos en general. Actualmente se dedica al Bolero, el Jazz y el Funk.
En 2025 fue reconocido por la Fundación Konex con el Diploma al Mérito por su trayectoria en la última década como solista instrumental.

## Discografía
- 2004: Música Destilada.[1]
- 2005: Vamo' Arriba (Luis Salinas)
- 2007: Al Contado
- 2010: De Feria
- 2011: Solo los Dos
- 2011: Tango del Este (con Fatto - Maza - Fatto)
- 2012: Cuarteto Oriental
- 2015: Vo!!